# 1924–1925-ös NHL-szezon
Az 1924–1925-ös NHL-szezon a nyolcadik National Hockey League szezon volt. Két csapattal bővült a liga: egy második montrealival, a Montreal Maroonsszal, és az első amerikaival, a Boston Bruinsszal. Hat csapat egyenként 30 mérkőzést játszott.
Az NHL alapszakaszát a Hamilton Tigers nyerte meg, de a rájátszásban nem vett részt, mert a Tigers játékosai nem voltak hajlandóak játszani, ha nem kapnak pluszban 200-200 dollárt fejenként. Az NHL elnöke, Frank Calder kijelentette, hogy amennyiben nem játszanak a döntőben, eltiltja a játékosokat, viszont a játékosok továbbra is hajthatatlanok maradtak. Az elődöntő utolsó napján a hamiltoni játékos, Shorty Green, találkozott Calderrel, de nem sikerült megegyezni vele. A játékosokat eltiltották és 200 dolláros pénzbírsággal sújtották.
Az eltiltás miatt a Montréal Canadiens–Toronto St. Patricks elődöntő lett az NHL-döntő szériája. A Montréal győzött, és a Western Canada Hockey Leagueben (WCHL) szereplő Victoria Cougars ellen küzdött a Stanley-kupáért. Victoria győzött, ezúttal a Cougars lett az utolsó nem NHL-tag csapat, amely a Stanley-kupát megnyerte.
Ez volt az utolsó szezon, amiben a Hamilton Tigers részt vett.

## Tabella
Megjegyzés: a vastagon szedett csapatok bejutottak a rájátszásba
| National Hockey League | MSz | Gy | V  | D | P  | SzG | KG  |
| ---------------------- | --- | -- | -- | - | -- | --- | --- |
| Hamilton Tigers        | 30  | 19 | 10 | 1 | 39 | 90  | 60  |
| Toronto St. Patricks   | 30  | 19 | 11 | 0 | 38 | 90  | 84  |
| Montréal Canadiens     | 30  | 17 | 11 | 2 | 36 | 93  | 56  |
| Ottawa Senators        | 30  | 17 | 12 | 1 | 35 | 83  | 66  |
| Montreal Maroons       | 30  | 9  | 19 | 2 | 20 | 45  | 65  |
| Boston Bruins          | 30  | 6  | 24 | 0 | 12 | 49  | 119 |

## Kanadai táblázat
| Játékos       | Csapat               | MSz | G  | A  | P  |
| ------------- | -------------------- | --- | -- | -- | -- |
| Babe Dye      | Toronto St. Patricks | 29  | 38 | 6  | 44 |
| Cy Denneny    | Ottawa Senators      | 28  | 27 | 15 | 42 |
| Aurel Joliat  | Montréal Canadiens   | 24  | 29 | 11 | 40 |
| Howie Morenz  | Montréal Canadiens   | 30  | 27 | 7  | 34 |
| Billy Boucher | Montréal Canadiens   | 30  | 18 | 13 | 31 |
| Jack Adams    | Toronto St. Patricks | 27  | 21 | 8  | 29 |
| Billy Burch   | Hamilton Tigers      | 27  | 20 | 4  | 24 |
| Red Green     | Hamilton Tigers      | 30  | 19 | 4  | 23 |
| Jimmy Herbert | Boston Bruins        | 30  | 17 | 5  | 22 |
| Hap Day       | Toronto St. Patricks | 26  | 10 | 12 | 22 |

## Kapusok statisztikái
| Játékos         | Csapat               | MSz | KG | SO | KGÁ |
| --------------- | -------------------- | --- | -- | -- | --- |
| Georges Vézina  | Montréal Canadiens   | 30  | 56 | 5  | 1.9 |
| Jake Forbes     | Hamilton Tigers      | 30  | 60 | 6  | 2.0 |
| Clint Benedict  | Montreal Maroons     | 30  | 65 | 2  | 2.2 |
| Alex Connell    | Ottawa Senators      | 30  | 66 | 7  | 2.2 |
| John Ross Roach | Toronto St. Patricks | 30  | 84 | 1  | 2.8 |
| Charles Stewart | Boston Bruins        | 21  | 65 | 2  | 3.0 |
| Howie Lockhart  | Boston Bruins        | 2   | 11 | 0  | 5.5 |
| Norman Fowler   | Boston Bruins        | 7   | 43 | 0  | 6.1 |

## Stanley-kupa rájátszás
Az NHL bővítése miatt megváltoztatták a rájátszás formáját. Az új formában a második és harmadik helyezett csapatok két meccses szériát játszottak. Ezt a szériát az a csapat nyerte, amely összesítésben több gólt lőtt. Az elődöntő győztese játszhatott az első helyezett csapat ellen az NHL-bajnokságért. Mivel az első helyezett Tigers sztrájkolt, az elődöntőt döntőnek minősítették. Megnyervén szériájukat a St. Patricks ellen, a Canadiens lett az NHL-bajnok, és így ők küzdhettek a Stanley-kupáért.

### NHL bajnoki döntő
Montréal Canadiens vs Toronto St Patricks
| Dátum       | Csapat             | Eredmény | Csapat               | Eredmény | Megjegyzés |
| ----------- | ------------------ | -------- | -------------------- | -------- | ---------- |
| Március 11. | Montréal Canadiens | 3        | Toronto St. Patricks | 2        |            |
| Március 13. | Montréal Canadiens | 2        | Toronto St. Patricks | 0        |            |

5:2-es összesítésben az Montreal nyerte a sorozatot.

### Stanley-kupa rájátszás
A Stanley-kupa rájátszást Victoriában, a Patrick Arenában rendezték, de a másodikat Vancouverben, a Denman Arenában, ahol több néző figyelhette a meccset.

#### Döntő
Montréal Canadiens vs. Victoria Cougars
| Dátum       | Otthon             | Eredmény | Idegenben        | Eredmény | Megjegyzés   |
| ----------- | ------------------ | -------- | ---------------- | -------- | ------------ |
| Március 21. | Montréal Canadiens | 2        | Victoria Cougars | 5        |              |
| Március 23. | Montréal Canadiens | 1        | Victoria Cougars | 3        | Vancouverben |
| Március 27. | Montréal Canadiens | 4        | Victoria Cougars | 2        |              |
| Március 21. | Montréal Canadiens | 1        | Victoria Cougars | 6        |              |

Az öt mérkőzésből álló párharcot (három győzelemig tartó sorozatot) a Victoria nyerte 3:1-ra, így ők lettek a Stanley-kupa bajnokok.

### A rájátszás legjobbja
| Játékos      | Csapat             | MSz | G | A | P |
| ------------ | ------------------ | --- | - | - | - |
| Howie Morenz | Montréal Canadiens | 6   | 7 | 1 | 8 |

## NHL díjak
E szezonban ismét bevezettek egy új játékos díjat. A Lady Byng-emlékkupát Lady Byng, Byng vimy-i vikomt kanadai főkormányzó felesége ajándékozta a ligának. Az a játékos kapja, akit a szezon legsportszerűbb játékosának ítélik.
- Hart-emlékkupa - Billy Burch, Hamilton Tigers
- Lady Byng-emlékkupa - Frank Nighbor, Ottawa Senators
- O'Brien-trófea — Montréal Canadiens
- Prince of Wales-trófea - Montréal Canadiens

A Prince of Wales-trófea még nem létezett 1925-ben; a Canadiens nevét az 1925-26-os szezonban vésték rá.

## Debütálók
- Alex Connell, Ottawa Senators
- Carson Cooper, Boston Bruins
- Hap Day, Toronto St. Patricks
- Jimmy Herbert, Boston Bruins
- Bert McCaffrey, Toronto St. Patricks
- Alex Smith, Ottawa Senators
- Hooley Smith, Ottawa Senators